# On the Road Again Tour
Pour les articles homonymes, voir On the Road Again.
 (décembre 2013).
Tournées par One Direction
Where We Are Tour
(2014)
On the Road Again Tour est la quatrième tournée du groupe One Direction, prenant la suite du Where We Are Tour. Elle a débuté à Sydney en Australie le 7 février 2015 et est composée de 81 dates à travers l'Australie, en Asie, en Amérique, en Europe et en Afrique du Sud.

## Annonce
La tournée a été annoncée lors de l'émission australienne Today, où le groupe a accordé une interview pré-enregistrée révélant les détails de leur retour en Australie. Il a ensuite été annoncé que le groupe serait également en tournée dans le reste du monde.

## Liste des titres
1. Clouds
2. Steal My Girl
3. Little Black Dress
4. Where Do Broken Hearts Go
5. Midnight Memories
6. Kiss You
7. Stockholm Syndrome
8. Fireproof
9. Ready to Run
10. Better Than Words
11. Don't Forget Where You Belong
12. Little Things
13. Night Changes
14. 18
15. No Control
16. what you back (cover nsync)
17. Diana
18. What Makes You Beautiful
19. rock me
20. Girl Almighty
21. Story of My Life
22. You and I
23. Act My Age
24. Little White Lies
25. Best Song Ever

Le groupe chantera leur quatrième album Four qui est sorti le 17 novembre 2014.

## Dates de la tournée
| Date                     | Ville           | Pays                | Lieu                        | Affluence         | Revenu      |
| ------------------------ | --------------- | ------------------- | --------------------------- | ----------------- | ----------- |
| Leg 1 - Océanie          |                 |                     |                             |                   |             |
| 7 février 2015           | Sydney          | Australie           | Sydney Football Stadium     | 62,649 / 62,649   | $6,708,090  |
| 8 février 2015           | Sydney          | Australie           | Sydney Football Stadium     | 62,649 / 62,649   | $6,708,090  |
| 11 février 2015          | Brisbane        | Australie           | Suncorp Stadium             | 34,184 / 34,184   | $3,668,500  |
| 14 février 2015          | Melbourne       | Australie           | Etihad Stadium              | 59,253 / 59,253   | $6,216,790  |
| 15 février 2015          | Melbourne       | Australie           | Etihad Stadium              | 59,253 / 59,253   | $6,216,790  |
| 17 février 2015          | Adélaïde        | Australie           | AAMI Stadium                | 27,401 / 27,401   | $2,581,990  |
| 20 février 2015          | Perth           | Australie           | Patersons Stadium           | 28,968 / 28,968   | $3,245,290  |
| Leg 2 - Asie             |                 |                     |                             |                   |             |
| 24 février 2015          | Osaka           | Japon               | Osaka Dome                  | 79,674 / 79,674   | $9,987,210  |
| 25 février 2015          | Osaka           | Japon               | Osaka Dome                  | 79,674 / 79,674   | $9,987,210  |
| 27 février 2015          | Tokyo           | Japon               | Saitama Super Arena         | 120,328 / 120,328 | $17,834,500 |
| 28 février 2015          | Tokyo           | Japon               | Saitama Super Arena         | 120,328 / 120,328 | $17,834,500 |
| 1er mars 2015            | Tokyo           | Japon               | Saitama Super Arena         | 120,328 / 120,328 | $17,834,500 |
| 2 mars 2015              | Tokyo           | Japon               | Saitama Super Arena         | 120,328 / 120,328 | $17,834,500 |
| 11 mars 2015             | Singapour       | Singapour           | Stade national de Singapour | 29,419 / 29,419   | $3,571,740  |
| 14 mars 2015             | Bangkok         | Thaïlande           | Stade Rajamangala           | 23,078 / 23,078   | $2,401,630  |
| 18 mars 2015             | Hong Kong       | Hong Kong           | AsiaWorld-Arena             | 9,673 / 9,673     | $2,268,780  |
| 21 mars 2015             | Manille         | Philippines         | Mall of Asia Arena          | 48,194 / 48,194   | $6,365,750  |
| 22 mars 2015             | Manille         | Philippines         | Mall of Asia Arena          | 48,194 / 48,194   | $6,365,750  |
| 25 mars 2015             | Jakarta         | Indonésie           | Stade Gelora Bung Karno     | 43,032 / 43,032   | $3,409,370  |
| Leg 3 - Afrique          |                 |                     |                             |                   |             |
| 28 mars 2015             | Johannesburg    | Afrique du Sud      | FNB Stadium                 | SOLD-OUT          | SOLD-OUT    |
| 29 mars 2015             | Johannesburg    | Afrique du Sud      | FNB Stadium                 | SOLD-OUT          | SOLD-OUT    |
| 1er avril 2015           | Le Cap          | Afrique du Sud      | Cape Town Stadium           | SOLD-OUT          | SOLD-OUT    |
| Leg 4 - Moyen-Orient     |                 |                     |                             |                   |             |
| 4 avril 2015             | Dubai           | Émirats arabes unis | The Sevens                  | SOLD-OUT          | SOLD-OUT    |
| Leg 5 - Europe           |                 |                     |                             |                   |             |
| 5 juin 2015              | Cardiff         | Royaume-Uni         | Millennium Stadium          | -                 | -           |
| 6 juin 2015              | Cardiff         | Royaume-Uni         | Millennium Stadium          | SOLD-OUT          | SOLD-OUT    |
| 10 juin 2015             | Vienne          | Autriche            | Ernst-Happel-Stadion        | -                 | -           |
| 13 juin 2015             | Bruxelles       | Belgique            | Stade Roi Baudouin          | -                 | -           |
| 16 juin 2015             | Horsens         | Danemark            | CASA Arena Horsens          | -                 | -           |
| 19 juin 2015             | Oslo            | Norvège             | Ullevaal Stadion            | -                 | -           |
| 23 juin 2015             | Göteborg        | Suède               | Ullevi                      | -                 | -           |
| 27 juin 2015             | Helsinki        | Finlande            | Olympia Stadium             | -                 | -           |
| Leg 6 - Amérique du Nord |                 |                     |                             |                   |             |
| 9 juillet 2015           | San Diego       | États-Unis          | Qualcomm Stadium            | -                 | -           |
| 11 juillet 2015          | San Francisco   | États-Unis          | Levi's Stadium              | -                 | -           |
| 15 juillet 2015          | Seattle         | États-Unis          | CenturyLink Field           | -                 | -           |
| 17 juillet 2015          | Vancouver       | Canada              | BC Place Stadium            | -                 | -           |
| 21 juillet 2015          | Edmonton        | Canada              | Stade du Commonwealth       | -                 | -           |
| 24 juillet 2015          | Winnipeg        | Canada              | Stade Investors Group       | -                 | -           |
| 26 juillet 2015          | Minneapolis     | États-Unis          | TCF Bank Stadium            | -                 | -           |
| 28 juillet 2015          | Kansas City     | États-Unis          | Arrowhead Stadium           | -                 | -           |
| 31 juillet 2015          | Indianapolis    | États-Unis          | Lucas Oil Stadium           | -                 | -           |
| 2 août 2015              | Pittsburgh      | États-Unis          | Heinz Field                 | -                 | -           |
| 5 août 2015              | East Rutherford | États-Unis          | MetLife Stadium             | -                 | -           |
| 8 août 2015              | Baltimore       | États-Unis          | M&T Bank Stadium            | -                 | -           |
| 18 août 2015             | Columbus        | États-Unis          | Ohio Stadium                | -                 | -           |
| 20 août 2015             | Toronto         | Canada              | Rogers Centre               | -                 | -           |
| 23 août 2015             | Chicago         | États-Unis          | Soldier Field               | -                 | -           |
| 25 août 2015             | Milwaukee       | États-Unis          | Miller Park                 | -                 | -           |
| 27 août 2015             | Cleveland       | États-Unis          | First Energy Stadium        | -                 | -           |
| 29 août 2015             | Détroit         | États-Unis          | Ford Field                  | -                 | -           |
| 1er septembre 2015       | Philadelphie    | États-Unis          | Lincoln Financial Field     | -                 | -           |
| 3 septembre 2015         | Buffalo         | États-Unis          | Ralph Wilson Stadium        | -                 | -           |
| 5 septembre 2015         | Montréal        | Canada              | Stade olympique de Montréal | -                 | -           |
| 8 septembre 2015         | Ottawa          | Canada              | Centre Canadian Tire        | -                 | -           |
| 9 septembre 2015         | Ottawa          | Canada              | Stade TD Place              | -                 | -           |
| 12 septembre 2015        | Boston          | États-Unis          | Gillette Stadium            | -                 | -           |
| Leg 7 - Europe           |                 |                     |                             |                   |             |
| 24 septembre 2015        | Londres         | Royaume-Uni         | O2 Arena                    | SOLD-OUT          | SOLD-OUT    |
| 25 septembre 2015        | Londres         | Royaume-Uni         | O2 Arena                    | SOLD-OUT          | SOLD-OUT    |
| 26 septembre 2015        | Londres         | Royaume-Uni         | O2 Arena                    | SOLD-OUT          | SOLD-OUT    |
| 28 septembre 2015        | Londres         | Royaume-Uni         | O2 Arena                    | SOLD-OUT          | SOLD-OUT    |
| 29 septembre 2015        | Londres         | Royaume-Uni         | O2 Arena                    | SOLD-OUT          | SOLD-OUT    |
| 30 septembre 2015        | Londres         | Royaume-Uni         | O2 Arena                    | SOLD-OUT          | SOLD-OUT    |
| 3 octobre 2015           | Manchester      | Royaume-Uni         | Manchester Arena            | SOLD-OUT          | SOLD-OUT    |
| 4 octobre 2015           | Manchester      | Royaume-Uni         | Manchester Arena            | SOLD-OUT          | SOLD-OUT    |
| 7 octobre 2015           | Glasgow         | Royaume-Uni         | The SSE Hydro               | SOLD-OUT          | SOLD-OUT    |
| 8 octobre 2015           | Glasgow         | Royaume-Uni         | The SSE Hydro               | SOLD-OUT          | SOLD-OUT    |
| 10 octobre 2015          | Birmingham      | Royaume-Uni         | Barclaycard Arena           | SOLD-OUT          | SOLD-OUT    |
| 11 octobre 2015          | Birmingham      | Royaume-Uni         | Barclaycard Arena           | SOLD-OUT          | SOLD-OUT    |
| 12 octobre 2015          | Birmingham      | Royaume-Uni         | Barclaycard Arena           | SOLD-OUT          | SOLD-OUT    |
| 16 octobre 2015          | Dublin          | Irlande             | 3Arena                      | SOLD-OUT          | SOLD-OUT    |
| 17 octobre 2015          | Dublin          | Irlande             | 3Arena                      | SOLD-OUT          | SOLD-OUT    |
| 18 octobre 2015          | Dublin          | Irlande             | 3Arena                      | SOLD-OUT          | SOLD-OUT    |
| 20 octobre 2015          | Belfast         | Royaume-Uni         | Odyssey Arena               | SOLD-OUT          | SOLD-OUT    |
| 21 octobre 2015          | Belfast         | Royaume-Uni         | Odyssey Arena               | SOLD-OUT          | SOLD-OUT    |
| 22 octobre 2015          | Belfast         | Royaume-Uni         | Odyssey Arena               | SOLD-OUT          | SOLD-OUT    |
| 25 octobre 2015          | Newcastle       | Royaume-Uni         | Metro Radio Arena           | SOLD-OUT          | SOLD-OUT    |
| 26 octobre 2015          | Newcastle       | Royaume-Uni         | Metro Radio Arena           | SOLD-OUT          | SOLD-OUT    |
| 27 octobre 2015          | Newcastle       | Royaume-Uni         | Metro Radio Arena           | SOLD-OUT          | SOLD-OUT    |
| 29 octobre 2015          | Sheffield       | Royaume-Uni         | Motorpoint Arena            | SOLD-OUT          | SOLD-OUT    |
| 30 octobre 2015          | Sheffield       | Royaume-Uni         | Motorpoint Arena            | SOLD-OUT          | SOLD-OUT    |
| 31 octobre 2015          | Sheffield       | Royaume-Uni         | Motorpoint Arena            | SOLD-OUT          | SOLD-OUT    |
|                          |                 |                     |                             |                   |             |